# گروه F جام جهانی فوتبال ۲۰۱۸

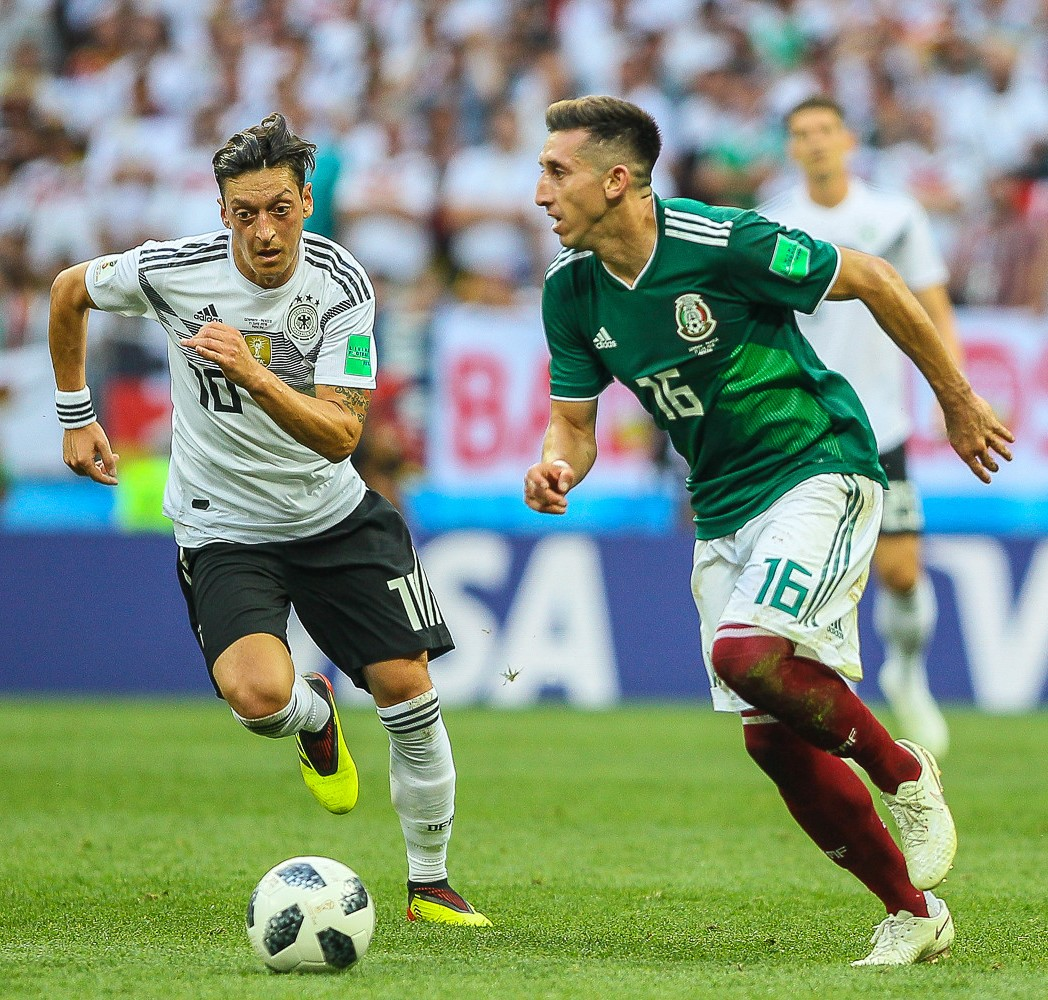
دیدار آلمان مکزیک از گروه F مسابقات، که ۱ بر ۰ به سود تیم مکزیک به پایان رسید.

مسابقات گروه F جام جهانی فوتبال ۲۰۱۸ از ۱۷ تا ۲۷ ژوئن ۲۰۱۸ برگزار خواهد شد. این گروه شامل تیم‌های آلمان، مکزیک، سوئد و کره جنوبی است. دو تیم برتر به مرحله یک شانزدهم نهایی صعود می‌کنند.